# 清遗
清遺，即滿清遺老，亦稱滿遺，指中華民國建立後依然效忠大清國的「遺民」，當中包括謀求清朝復辟的支持者。

## 定義
胡平生認為清遺的成份可分為滿蒙人組成的「宗社黨」和漢人組成的「遺老」，亦指出「所謂遜清遺老，絕大多數是漢人，僅有極少數的漢軍旗人。民國初年，他們都深抱亡國之痛，散居於全國各地，……悲憤的程度不下於喪失『祖業』的滿洲人。眷懷繫念，無以復加。」。
1922年胡先驌指出「清遺」有兩種定義。一種為知道中國要立足於世界，必先改革學術政法，但視推翻清室為叛亂之舉者，如沈曾植、陳三立、鄭孝胥、趙熙等人；另一種則有志維新，順應清朝滅亡的歷史事實，但心中依然忠於清朝，視清朝為故國者。而清遺的根本前提是對遜清小朝廷仍舊懷抱忠誠之態度，僅認定對愛新覺羅氏一家一姓之效忠，抗拒效忠「多數眾民」或代表「多數眾民」的總統。

## 歷史
辛亥革命之後，身為中華民國臨時大總統的孫中山頒佈《令內務部曉示人民一律剪辮文》，通令全国剪辫，規定二十日內不剪辮者視作違法。
一些人出於多年來的習慣不願剪辮，但有些是因為懷念清朝統治，不願意剪掉辮子，以示效忠清室，並謀求復辟，如後來企圖復辟的張勳就一直留著辮子，亦有認為辮子為「傳統」、「國粹」而不剪辮，有些因怕受罰而剪掉辮子的人更哀号痛哭。